# Magiczny kamień (anime)
Magiczny kamień (jap. パワーストーン Pawā Sutōn; ang. Power Stone) – japoński serial anime wyprodukowany przez Studio Pierrot. Powstał w oparciu o serię gier Power Stone firmy Capcom.

## Fabuła
Edward Falcon dostaje w podarunku od swojego ojca magiczny kamień. Wkrótce okazuje się, że jest więcej magicznych kamieni. Każdy kamień ma przeznaczonego dla siebie właściciela. Po pewnym czasie właściciele kamieni mocy tworzą drużynę, która ma za zadanie powstrzymać potwora i uratować świat.

## Obsada (głosy)
- Masaya Onosaka jako Fokker
- Akio Ōtsuka jako Vargas
- Kazuo Oka jako Kraken
- Kiyoyuki Yanada jako Gunrock
- Masashi Kurada jako Garuda
- Megumi Ogata jako Wangtang
- Mitsuo Iwata jako Ryoma
- Ryoko Nagata jako Rouge
- Tomoko Kawakami jako Ayame
- Wataru Takagi jako Jack
- Fumihiko Tachiki jako Yajirou
- Jūrōta Kosugi jako Pride
- Ken’ichi Ogata jako Apollis
- Naoki Tatsuta jako Wantan's Master
- Tomohiro Nishimura jako Pasuu
- Toru Ohkawa jako Okuto
- Yuji Ueda jako Kitarou

## Wersja polska
W Polsce serial emitowany był na kanale TVN z angielskim dubbingiem i polskim lektorem od 5 marca 2003 do 24 kwietnia 2004 w paśmie Bajkowe kino.
- Wersja z angielskim dubbingiem i polskim lektorem (był nim polski aktor Tomasz Kozłowicz).